# Ærørøgerierne
Ærørøgerierne er en kæde med 2 røgerier på Ærø, Ærøskøbing Røgeri i Ærøskøbing og Café Ærørøgerierne i Marstal. Butikkerne har kun åben i turistsæsonen, der strækker sig fra påske til oktober.

## Historie
Ærøskøbing Røgeri blev startet på havnen i Ærøskøbing, i 1996 af tidligere MF'er Ebbe Kalnæs. Samtidigt startede han Fåborg Røgeri, der senere blev solgt. Det var planen at han i 2007 skulle udvige butikken i Ærøskøbing, med endnu en butik ved siden af butikken der skulle hedde "Kaffe og Is", dette blev dog droppet, da han samme år købte den tidligere café Oasen i Marstal. Her åbnede han i juni 2007 Café Ærørøgerierne.